# Милета Лесковац (сценограф)
Милета Лесковац (Лалић, 1924 – Нови Сад, 2014), био је сценограф Српског народног позоришта и сликар. Током радног века извео је преко 200 сценографија за драмске, балетске и оперске представе.

## Биографија
Рођен је у Лалићу, у Бачкој, 1924. године. Од најранијих дана показивао је склоност ка цртању и сликању.
Године 1948. уписао је Школу примењених уметности у Новом Саду, где му је сценографију предавао професор Владимир Маренић. Како у ово прво време академија није имала своје просторије, практична настава се одржавала у позоришним радионицама, што је умногоме допринело примењеном знању студената који су дане проводили на предавањима и вежбама, а вечери на позоришним представама. Милета Лесковац завршава студије 1953. године у првој генерацији студената. Исте године започео је рад у Српском народном позоришту, у којем је провео цео радни век, до 1989. године. У почетку је радио као сликар-извођач, а одмах потом као сценограф. Прва сценографија коју је извео била је за представу Покондирена тиква у режији Боривоја Ханауске, (1954). године. Два пута је био технички директор СНП-а од 1978—1980. и 1982. године.
Био је члан Удружења ликовних уметника примењених уметности и дизајнера Војводине (УПИДИВ-а).

## Примењена уметност
Милета Лесковац је у Српском народном позоришту извео око 170 сценографија за драме, опере и балет и још око шездесет на другим сценама. У матичној кући је израдио и четири костимографије. Сценографије му се одликују маштовитошћу, прегледношћу и ефектним решењима простора и углавном су доследно реалистичке или са благим степеном стилизације.
Сценографијом је био у стању да изрази свакојака расположења и у том смислу је сматрао да се до стила представе и сценографије долази кроз кохезију самог дела, затим деловања његовог аутора као и редитеља представе, а у том пољу сценограф треба да истражује и пронађе најбоље сценографско решење.
О стилу и начину рада овог сценографа, Драгослав Васиљевић, аутор књиге о Милети Лесковцу, наводи:
Као одличан сликар-извођач и даровити сценограф, проникао је у законитости и тајне позоришног сликарства и сценографије и смело примењивао нове материјале и технологије, увек коректно сарађујући са редитељима. Његове сценографије одишу различитим изазовима, а лирски су доминантни; импресивни су и пуни драматског набоја.

###### Запажена сценографска остварења
У опусу од преко 200 сценографија, као најбоље се издвајају следеће:
| Представа                              | Аутор                          | Режија                                 | Година     |
| -------------------------------------- | ------------------------------ | -------------------------------------- | ---------- |
| Покондирена тиква, комедија            | Јован Стерија Поповић          | Боривоје Ханауска                      | 1954, 1958 |
| Љубав је свему крива, комедија         | Јован Коњовић                  | Миленко Шуваковић                      | 1954       |
| Путујуће друштво, комедија             | Стеван Сремац                  | Радослав Веснић                        | 1954       |
| Нора, драма                            | Хенрик Ибзен                   | Јован Коњовић                          | 1955       |
| Кројцерова соната, драма               | Лав Н. Толстој                 | Јован Коњовић                          | 1956       |
| Војводина, поетска панорама            | Борислав Михајловић Михиз      | Јован Коњовић                          | 1956       |
| Да се насмејемо, драма                 | Арман Салакру                  | Радослав Веснић                        | 1956       |
| Оптимистичка трагедија, драма          | Всеволод В. Вишњевски          | Димитрије Ђурковић                     | 1957       |
| Тишина шума, драма                     | Жика Гавриловић                | Димитрије Ђурковић                     | 1958       |
| Власт, комедија                        | Бранислав Нушић                | Боривоје Ханауска / Лука Дотлић        | 1958       |
| Парастос у белом, драма                | Мирослав Антић                 | Боривоје Ханауска                      | 1959       |
| Дванаест гневних људи, драма           | Реџиналд Роз                   | Лука Дотлић                            | 1959       |
| Аутобиографија, комедија               | Бранислав Нушић                | Душан Родић                            | 1960       |
| Три луда дана, комедија                | Живорад Живуловић Серафим      | Славољуб Стевановић Раваси             | 1960       |
| Лаждипажди, панорама                   | Јован Јовановић Змај           | Дејан Мијач                            | 1960       |
| Избирачица, комедија                   | Коста Трифковић                | Боривоје Ханауска / Димитрије Ђурковић | 1960       |
| Квадратура круга, комедија             | Валентин П. Катајев            | Иштван Варга                           | 1962       |
| Господин ловац, водвиљ                 | Жорж Фејдо                     | Михаило Васиљевић                      | 1962       |
| Кир Јања, комедија                     | Јован Стерија Поповић          | Боривоје Ханауска                      | 1965       |
| Поп Ћира и поп Спира, комедија         | Стеван Сремац                  | Дејан Мијач                            | 1965       |
| Џандрљиви муж, весело позорје          | Јован Стерија Поповић          | Дејан Мијач                            | 1967       |
| Пошто-пото посланик, комедија          | Коста Трифковић, Богдан Чиплић | Миодраг Гајић                          | 1969       |
| Богојављенска ноћ, комедија            | Вилијам Шекспир                | Дејан Мијач                            | 1969       |
| Лажа и паралажа, комедија              | Јован Стерија Поповић          | Радослав Лазић                         | 1971       |
| Награжденије и наказаније, весела игра | Јоаким Вујић                   | Желимир Орешковић                      | 1973       |
| Бела кафа, драма                       | Александар Поповић             | Бранко Плеша                           | 1990       |
| Сумњиво лице, комедија                 | Бранислав Нушић                | Дејан Мијач                            | 1994       |
| и др.                                  |                                |                                        |            |

Овај списак је преузет из Лексикона драме и позоришта, али је допуњен из Васиљевићеве књиге о Младену Лесковцу.

###### Костимографије у СНП-у
1. Иркутска прича / Алексеј Н. Арбузов; режија: Димитрије Ђурковић; 1961;
2. Анђео на станици / Јарослав Абрамов; режија: Дејан Мијач; 1966;
3. Ваљевска подвала / Милован Глишић; режија: Дејан Мијач; 1967. и
4. Кунинско лето / написао и режирао Милан Тодоров; 1985.

###### Сценографска гостовања
Милета Лесковац је као сценограф гостовао у следећим позориштима: Новосадско позориште - Újvidéki Színház; Народно позориште, Сомбор; Народно позориште, Београд; Југословенско драмско позориште, Београд; Атеље 212, Београд; Македонски народен театар, Скопје; Народно позориште, Сарајево; Хрватско народно казалиште, Загреб; Хрватско народно казалиште, Осијек; Хрватско народно казалиште, Сплит; Словенско народно гледалишче, Марибор; Далас опера, САД; Њујорк Сити опера, САД и Позориште младих, Нови Сад.
Поред рада у професионалним позориштима, Лесковац је стално сарађивао и са аматерским позориштима у: Жабљу, Новом Кнежевцу, Врбасу, Бачком Петровцу, Руском Крстуру, Црвенки, Ковачици, Новом Бечеју, Лалићу, Иригу итд.

## Изложбе
Милета Лесковац је излагао слике и сценографије самостално и на групним изложбама.

###### Самосталне изложбе:
1. Изложба слика, уља на платну, Народно позориште, Сомбор, 1957;
2. Изложба сценографија, Културно пропагандни центар, Кула, 1968;
3. Изложба сценографија, Народна библиотека, Нови Сад, 1972;
4. Изложба сценографија: Палета простора и маштања, салон УПИДИВ-а Нови Сад, 1974;
5. Изложба слика, уље и пастел, Народна библиотека, Жабаљ, 1976. и
6. Изложба сценографија, Предворје мале дворане Српског народног позоришта, Нови Сад, 1988.

###### Групне изложбе:
1. Изложба УЛУВ-а, Галерија Матице српске, Нови Сад, 1958;
2. Биненбилд од 1954-1964, Цирих;
3. Изложба: Сценографија и костим у Србији, 1945-1965, Дом ЈНА, Београд;
4. Излоћба ФОРМА, УПИДИВ, Нови Сад 1965, 1981, 1995;
5. Међународно тријенале сценографије и костимографије, Стеријино позорје, Галерија Матице српске, Нови Сад, 1966, 1969, 1972, 1975, 1978, 1981. и 1984;
6. Изложба сценографије и костимографије, Салон примењених уметника, Београд 1966;
7. Прашки квадријенале сценографије и костимографије, 1967,1971,1975. и 1979;
8. Мајска изложба, Музеј примењених уметности, Београд, 1971;
9. Савремена српска сценографија и костим, Галерија Цвијета Зузорић, Београд, 1977.
10. Сарајевски тријенале примењених уметности, 1978. и
11. Југословенска изложба, Дортмунд, 1978.

## Награде и признања
- Награда Среског народног одбора Нови Сад, за сценографију представе Избирачица Косте Трифковића, СНП, 1960;
- Октобарска награда града Новог Сада за изванредну сценографију позоришног комада Награжденије и наказаније Јоакима Вујића, СНП, 1973;
- Љубљански оперски фестивал, награда за сценографију опере Набуко Ђузепе Вердија у извођењу Народног позоришта, Београд;
- Стеријина награда за сценографско остварење представе Бела кафа Александра Поповића, СНП, 1991;
- Награда на Сусрету војвођанских професионалних позоришта у Вршцу за сценографије представа Фишкал Галантон Петра Грујичића, НП Сомбор; и Сумњиво лице Бранислава Нушића, СНП, 1995;
- Златна форма УПИДИВ, за сценографију, Сумњиво лице Бранислава Нушића, 1994. и
- Златна медаља Јован Ђорђевић за дугогодишњи успешни рад у Српском народном позоришту, 1988.
- Добио је више признања на фестивалима аматерских позоришта Војводине и Србије.

###### Одликовања
- Медаља заслуге за народ 1947.
- Орден заслуге за народ са сребрном звездом, 1986.